# 近鐵12200系電聯車
近鐵12200系電聯車（日语：／ Kintetsu 12200-kei densha）是近畿日本鐵道於1969年至1976年間製造的特急型電聯車。本型車於2021年11月20日進行最後一次運轉後正式退役。

## 概要
1970年世界博覽會（1970年大阪世界博覽會）宣布“伊勢市將成為世博會的第二場館”，將會在1970年世界博覽會（大阪世博會）建設一條難波線。同時，將建造鳥羽線以吸引世博會到伊勢志摩的遊客。在期間將運營特快線路。 12200系列是因為預期此時交通量增加的情況下以增加特快車輛數量而製造的。並且幾乎與1969年3月的18400系列同時完成。儘管12200系列基於12000系列原有基礎上設計，但是在原有基礎上調整了廁所的位置分布，擴展了"小吃列車"並提高了列車的安全性。
到世博會結束時，特快旅客數量持續增加，到1976年，製造了168輛12200系列列車（包括兩輛報廢的12200系列），其中包括中級車和56列列車 。
該系列的內部結構經過了12000系列的修改，並具有妥當的洗手間和客房位置分布，尤其是小吃列車的佈局成為通用特快列車的基本參照基本參照。

## 車廂內部
座位(現在)
採用了布料表面，以印度紅為主色。座椅亦可以傾斜調校角度以及旋轉180度(前/後)。此外當座椅傾斜時，座墊亦會自動向前，從而減少傾斜後，對後座乘客的影響。座位亦配備扶手，扶手裏面亦有一張小型收納式檯子。座位前方亦有一個網袋。吸煙車廂的座位更會有一個煙灰缸。
車廂環境及設施
車廂內設有行李架，位於座位上方。行李架底部近窗邊設有光管燈光照明，而車廂內的主要燈火照明系統，採用了間接照明，令到車廂空間感會感覺上好一些。此外部份車廂亦設有大型行李架以及車內販賣準備區域，吸煙車設有空氣淨化機，令到吸煙車的氣味會好一些。列車的一號車和三號車設有洗手間，在這兩卡，各有兩個洗手間。一個是和式便座、一個是洋式馬桶。車門採用了摺合式開關，部分車門旁設有洗手盆。